# 环境数学
數學為科學與工程學之基礎，且為研究工作與規劃設計上之有效工具。環境數學所涉及之數學技巧與工程數學之領域類似，為利用數學將實際環境問題模式化，進而求解與解釋模式預測之結果。

## 環境數學之範疇
- 數學模式之建立
- 常微分方程式
- 拉普拉斯轉換
- 偏微分方程式
- 誤差與誤差之傳播
- 方程式之數值解